# A.G. Alfieri
A.G. Alfieri was een Italiaans automerk, dat slechts tussen 1925 en 1927 bestond.
Ondanks haar extreem korte leven is A.G. Alfieri toch niet vergeten in de automobielgeschiedenis. De onafhankelijke wielophanging is namelijk uitgevonden door deze firma. In 1925 werd de Tipo 1 geïntroduceerd. 2 jaar later kwam de onvermijdelijke Tipo 2. Het grote verschil was de voorwielophanging en de compressor.